# Masada Anniversary Edition Vol. 5: Masada Rock
 (novembre 2023).
Masada Anniversary Edition Vol. 5: Masada Rock est un album de Rashanim sorti en 2005 sur le label Tzadik. Les compositions de John Zorn sont arrangées par Rashanim. Cet album fait partie de la série Masada Anniversary enregistrée à l'occasion des 10 ans de Masada.

## Titres
| 1.    | Bahir    | 4:08 |
| 2.    | Makom    | 5:19 |
| 3.    | Zidon    | 4:39 |
| 4.    | Shadrakh | 4:57 |
| 5.    | Chorek   | 4:58 |
| 6.    | Anakim   | 5:16 |
| 7.    | Zemanim  | 3:45 |
| 8.    | Ahavah   | 3:24 |
| 9.    | Arad     | 3:01 |
| 10.   | Terumah  | 8:27 |
| 47:54 |          |      |

## Personnel
Rashanim : 
- Jon Madof - guitare
- Shanir Ezra Blumenkranz - basse électrique, oud
- Mathias Künzli - batterie, percussion

Invité spécial :
- Marc Ribot - guitare (1 et 4)